# Pyrausta persimilis
Pyrausta persimilis is een vlinder van de familie van de grasmotten (Crambidae). De wetenschappelijke naam van deze soort is voor het eerst voorgesteld door Aristide Caradja in een publicatie uit 1932.
De soort komt voor in China (Sichuan).